# زبان کوانیاما
کوانیاما یکی از زبان‌های ملی آنگولا و نامیبیاست. کوانیاما گویش معیار زبان اشیوامبو شمرده‌می‌شود. گویشوران کوانیاما و اندونگازبانان توانایی درک زبان یکدیگر را دارند. 